# Девід Гарум (фільм, 1915)
Девід Гарум (англ. David Harum) — американська комедійна мелодрама режисера Аллана Дуона 1915 року.

## Сюжет
Історія Девіда Гарума, провінційного банкіра, і як він впливає на життя кожної людини в його місті.

## У ролях
- Вільям Г. Крейн — Девід Гарум
- Гарольд Локвуд — Джон Ленокс
- Мей Еллісон — Мері Блейк
- Кейт Мікс — тітка Поллі, сестра Девіда
- Хел Кларендон — Чет Тімсон
- Гай Ніколс — диякон Перкінс
- Расселл Бассетт — незначна роль